# Бондик, Валерий Анатольевич
Бо́ндик Вале́рий Анато́льевич (род. 1 апреля 1964, Доброполье, Донецкая область) — украинский политик, депутат, член Высшего совета юстиции (03.2007-05.2013).

## Биография
Родился 1 апреля 1964 года в Доброполье в семье шахтёра. Жена — Дацко Ирина Олеговна (1969) — врач-стоматолог КМАПО, дочь Александра (1990).
Образование: Донецкое военно-политическое училище инженерных войск и войск связи (1981—1985); Национальная юридическая академия Украины имени Ярослава Мудрого (1996), юрист.
- 08.1981-07.1985 — курсант, Донецкое военно-политическое училище инж. войск и войск связи.
- 09.1985-08.1986 — зам. ком. роты по политчасти, в/ч 77047 Туркменистан.
- 08.1986-08.1990 — зам. ком. в/ч пп 14051, Венгрия.
- 10.1990-09.1991 — инструктор, политорганизатор идеологического отдела, Донец. ГК КПУ.
- 09.-12.1991 — юрисконсульт, Донецкая железная дорога.
- 02.-07.1992 — юрисконсульт, брокерская фирма «Вариант», г. Донецк.
- 08.1992-08.1994 — юрист, испол. директор, зам. ген. директора, ООО "Юридическая фирма «ИНЮР», г. Донецк.
- 05.1994-07.1995 — юрист, гос. налоговая инспекция Калининского района г. Донецка.
- 07.1995-04.1996 — стажер прокурора отдела, прокуратура Донец. обл.
- 04.1996-10.1998 — нач. юрид. отдела, кондитерская фабрика «АВК», г. Донецк.
- С 10.1998 — адвокат, арбитражный рук., научно-методический центр внекризисного управления, санации и банкротства, г. Донецк.
- С 09.1999 — преподаватель (по совместительству), Донецкая государственная академия управления.
- 17.02.2004-08.12.2004 — член Центральной избирательной комиссии.
- 2004-2005 — помощник-консультант народного депутата Украины.
- 02.-11.2007 — первый заместитель Министра юстиции Украины.

Депутат Донецкого облсовета (1998—2006). Государственный служащий 1-го ранга (04.2004).

## Депутат
Народный депутат Украины 5 созыва 04.2006-03.2007 от Партии регионов, № 101 в списке. На время выборов: помощник-консультант нар. деп. Украины, б/п. Член фракции Партии регионов (с 05.2006). Председатель подкомитета по вопросам формирования судейского корпуса Комитета по вопросам правосудия (с 07.2006). Сложил депутатские полномочия 15.03.2007 года.
Народный депутат Украины 6-го созыва 11.2007-12.2012 от Партии регионов, № 130 в списке. На время выборов: первый заместитель Министра юстиции Украины, член ПР. Заместитель председателя Комитета по вопросам правосудия (с 12.2007). Член фракции Партии регионов (с 11.2007).

## Государственные награды
- Орден «За заслуги» III ст. (24 августа 2012) — за значительный личный вклад в социально-экономическое, научно-техническое, культурно-образовательное развитие Украинского государства, весомые трудовые достижения, многолетний добросовестный труд и по случаю 21-й годовщины независимости Украины[2].
- Заслуженный юрист Украины (12.2009)[3].
- Медаль «70 лет ВС СССР» (02.1987).